# Antonio Barrese
Antonio Barrese (Milano, 19 febbraio 1945) è un artista e designer italiano.

## Biografia
Nel 1964 fonda, con Alberto Marangoni, Alfonso Grassi, Gianfranco Laminarca, il Gruppo MID di cui farà parte fino al 1972. Prendendo le mosse dall'Arte cinetica, Barrese realizza oggetti e strutture interattive, ambienti immersivi, fotografia e cinema sperimentale, ricerche di estetica sperimentale, allestimenti e design. Nel 1972 entra a far parte dell'avanguardia internazionale e partecipa a “Nova tendencija 3”. Nel 1967 riceve la Segnalazione d'onore alla Biennale Internazionale della grafica di Varsavia per la ricerca fotografica delle Immagini Sintetiche, mentre l'anno successivo vince il concorso internazionale per il progetto del Padiglione Italiano della XIV Triennale di Milano. 
Nel 1972 Barrese inizia la carriera di designer e fonda PRO – Programma e Progetto, assieme a Giovanni Anceschi, Andries Van Onck, Isao Hosoe, Cees Houtzager, Enio Paderni, Pietro Salmoiraghi e Antonio Locatelli. Il lavoro di design ottiene numerosi riconoscimenti, tra cui il premio Compasso d'Oro nelle edizioni del 1979 e 1989.
Dal 1979 al 1981 è membro del comitato direttivo dell'ADI, Associazione per il Disegno Industriale.
Nel quarantennio 1972/2012 Barrese sviluppa la Narrativa Visuale, una ricerca che unisce immagine e scrittura. Queste istanze poetiche sono integrate alla ricerca sulle potenzialità espressive del computer e della digitalità.
Parallelamente ricopre diversi ruoli accademici: tra gli altri presso l'Istituto Marangoni, lo IED, la Facoltà di Design del Politecnico di Milano. 
Del 2009 è l'installazione dell'opera cinetica Albero di Luce a Milano, in occasione delle celebrazioni per il Centenario della nascita del Futurismo.

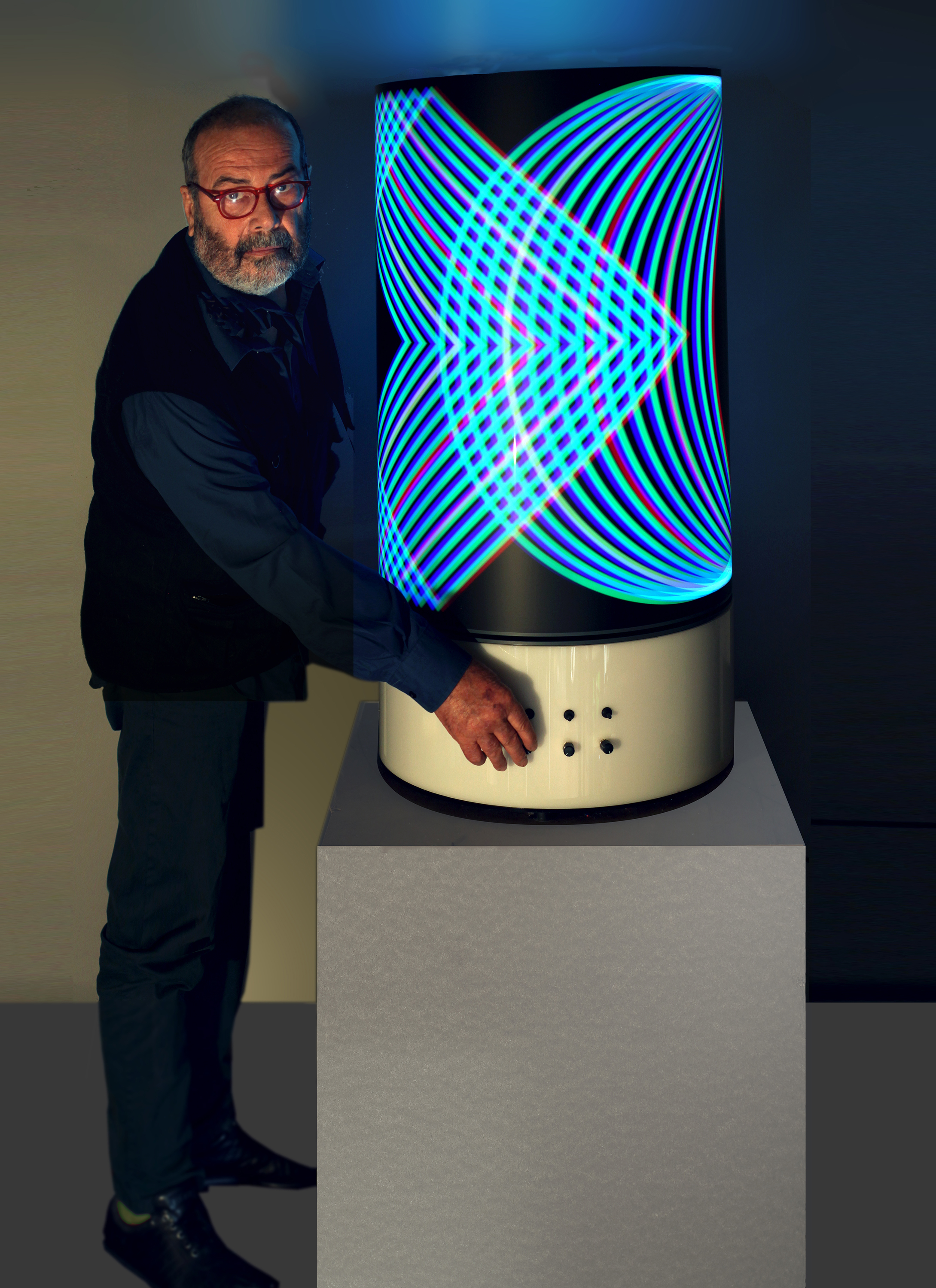
A. Barrese, StroboCyl, Oggetto luminoso, stroboscopico, interattivo, 2021

Nel 2022 presso la Fondazione Sozzani di Milano ha luogo la Mostra Morphology dedicata all'opera di Barrese.

## Opere

### Opere realizzate con il gruppo MID
(A. Barrese, A. Grassi, G. Laminarca, A. Marangoni – 1965/1972)
- Oggetti e strutture stroboscopiche tra cui Disco_Strobo 2000, esposta alla mostra Nova Tendenza 3, 1965, Zagabria (oggi esposta nei seguenti musei: GAM Torino, GNAM Roma, Museo 900 Milano)

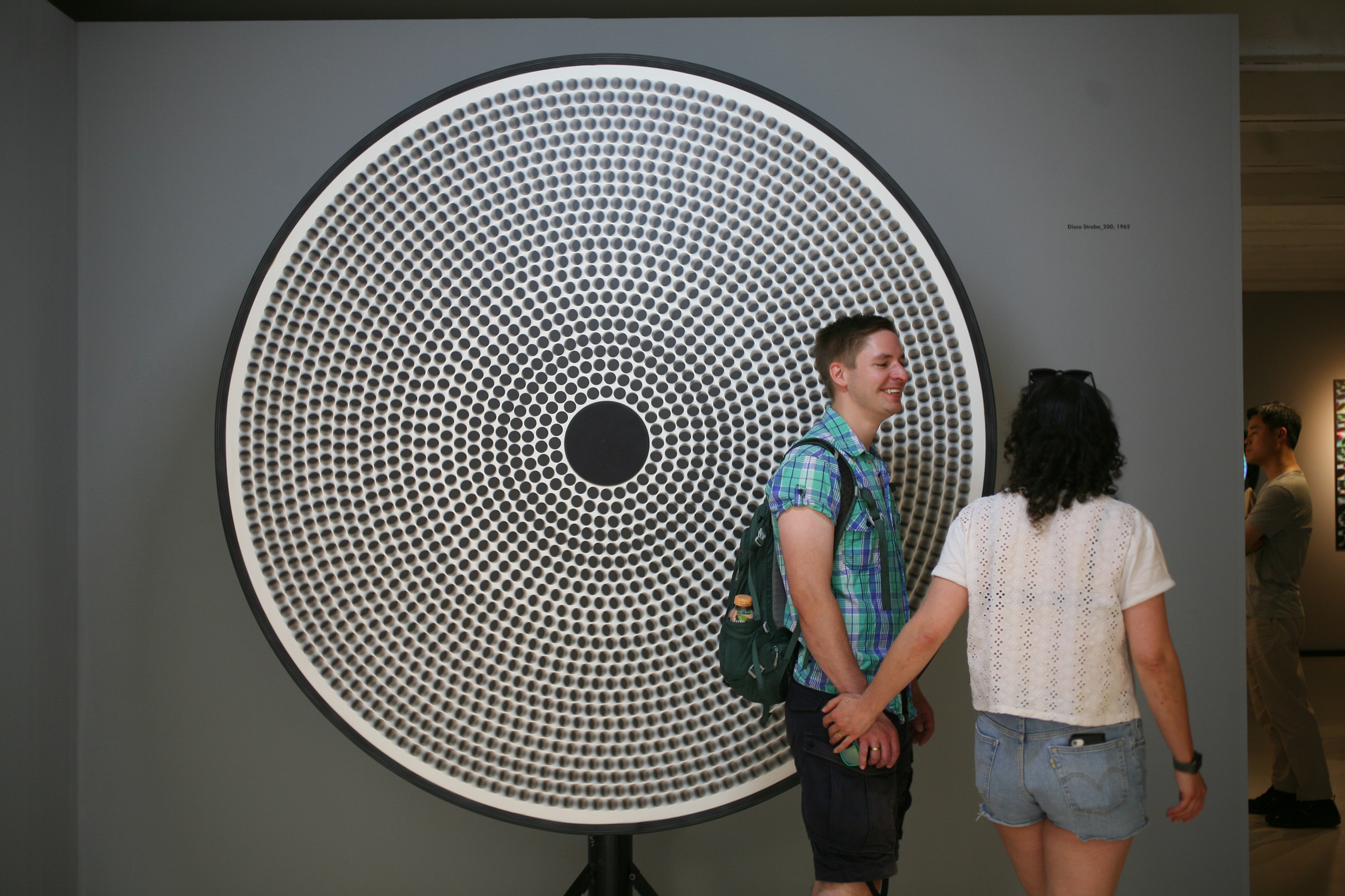
Disco Strobo 2000, 1965

- Opere luminose e interattive di varia dimensione e tipologia, con movimento manuale o elettromeccanico[21].
- Ambiente stroboscopico programmato e sonorizzato, realizzato nel 1966 per la Sala Espressioni Ideal Standard di Milano, con sonorizzazione elettronica spazializzata di Pietro Grossi (S2FM, Firenze)[22].
- Realizzazione del Padiglione Italiano alla XIV Triennale di Milano e Ingresso ai Padiglioni Internazionali (1968)[23][24].
- Immagini Sintetiche presentate in numerose mostre[25][26].

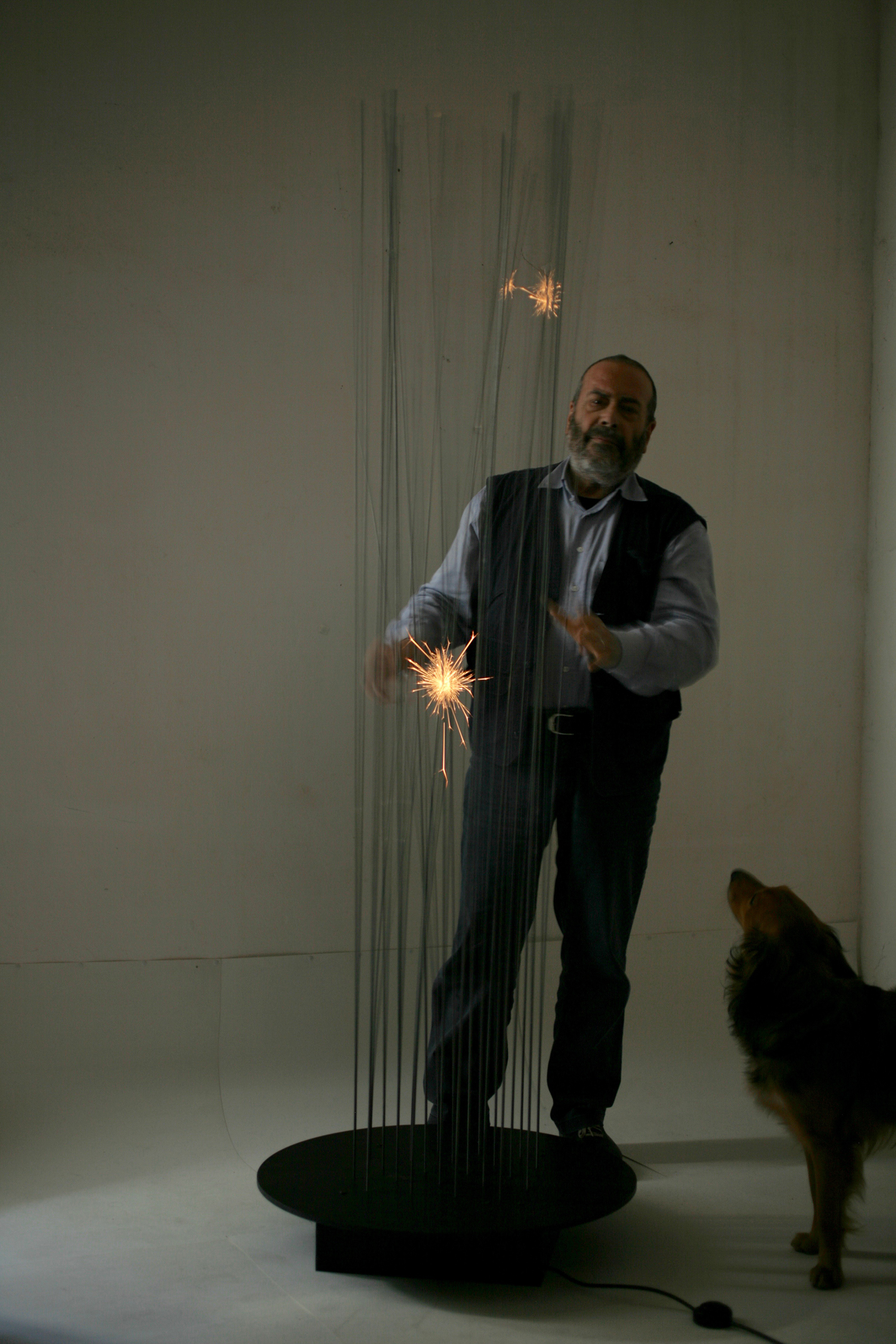
A. Barrese, Electric Savana, oggetto interattivo sonoro e scintillante, 2008-2017, (Archivio Atelier Barrese)

- Film sperimentali[27].A. Barrese, Electric Savana, oggetto interattivo sonoro e scintillante, 2008-2017, (Archivio Atelier Barrese)A. Barrese, Morphology Images, 2019-2023 (Concessione Archivio Atelier Barrese)

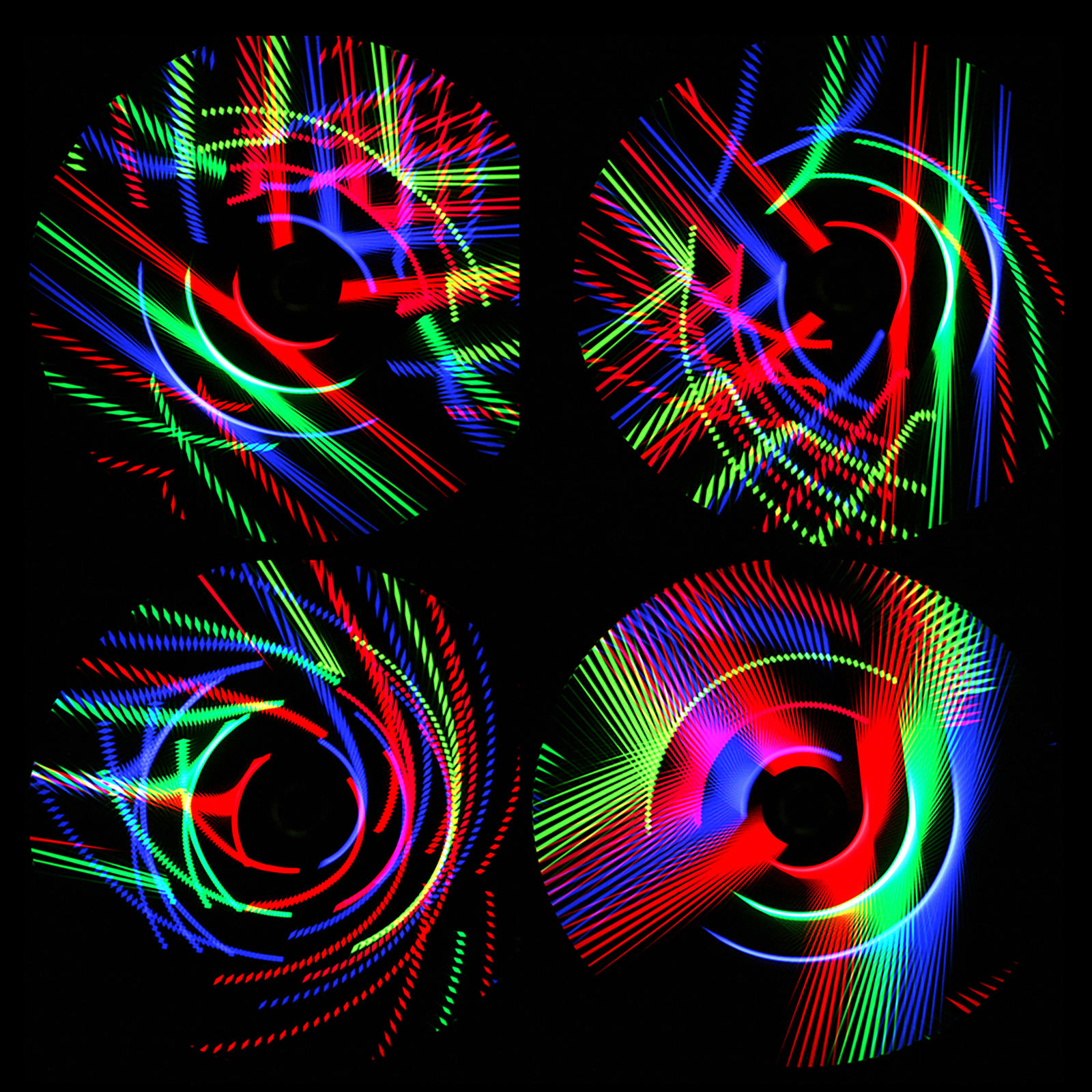
A. Barrese, Morphology Images, 2019-2023 (Concessione Archivio Atelier Barrese)

### Opere (1966/2023)
- Opere cinetiche interattive
- Sparkling_Objects sonori e interattivi
- Images e Morphology_Images
- Zeus_Playing[28]
- Albero di Luce[29][30], Light_Night, Ambiente asincronico, Ambiente tracciante.
- FlowingRiver_RioAmazonas[31]A. Barrese, Flowing River RioAmazonas, 2015-in corso;

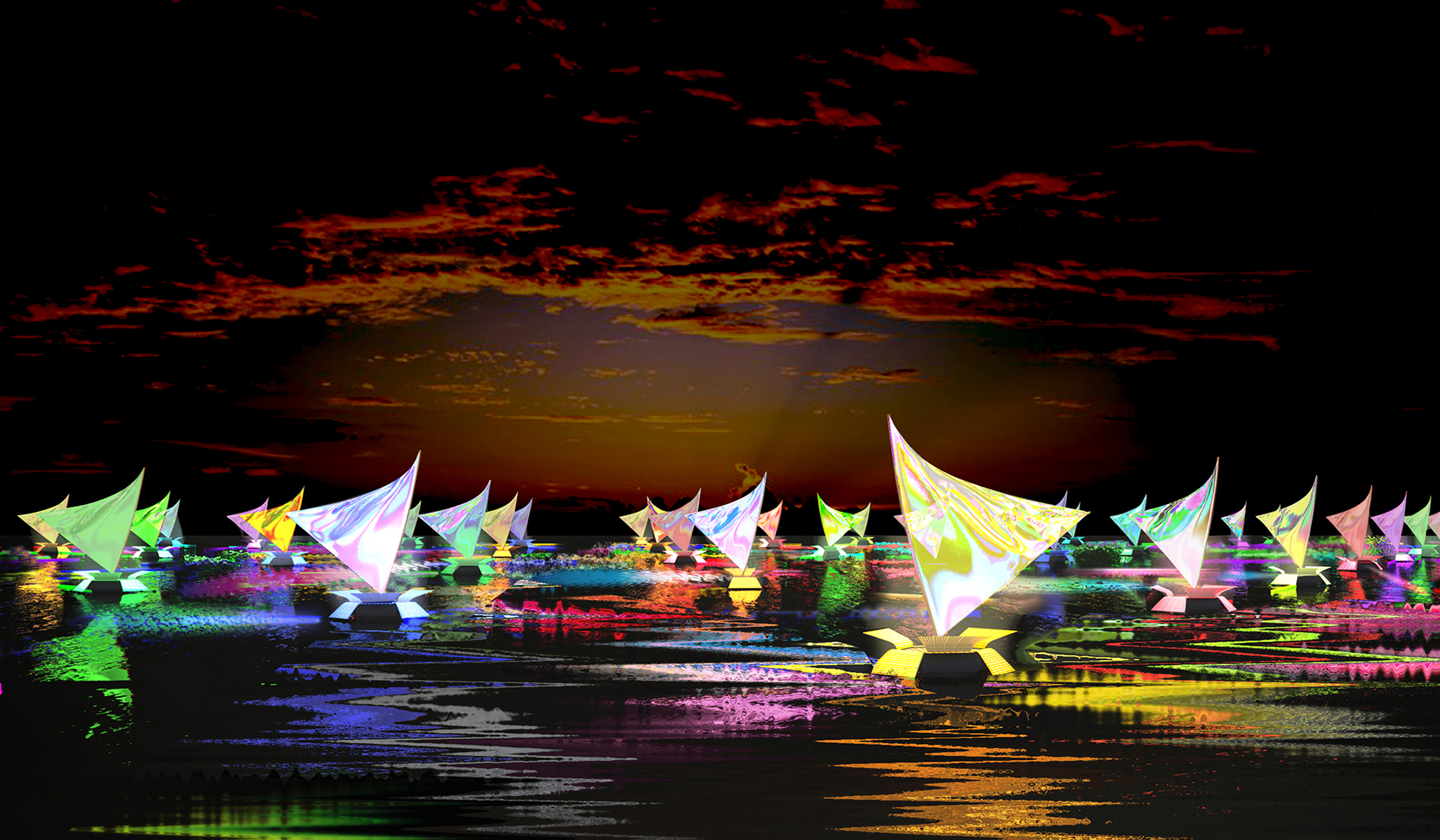
A. Barrese, Flowing River RioAmazonas, 2015-in corso;

- Progetti di design strategico e di comunicazione, shop design, packaging, corporate identity, industrial design.[32].A. Barrese, Lampada Badessa, 1997 (menzione speciale Compasso d'Oro ADI, 1998)

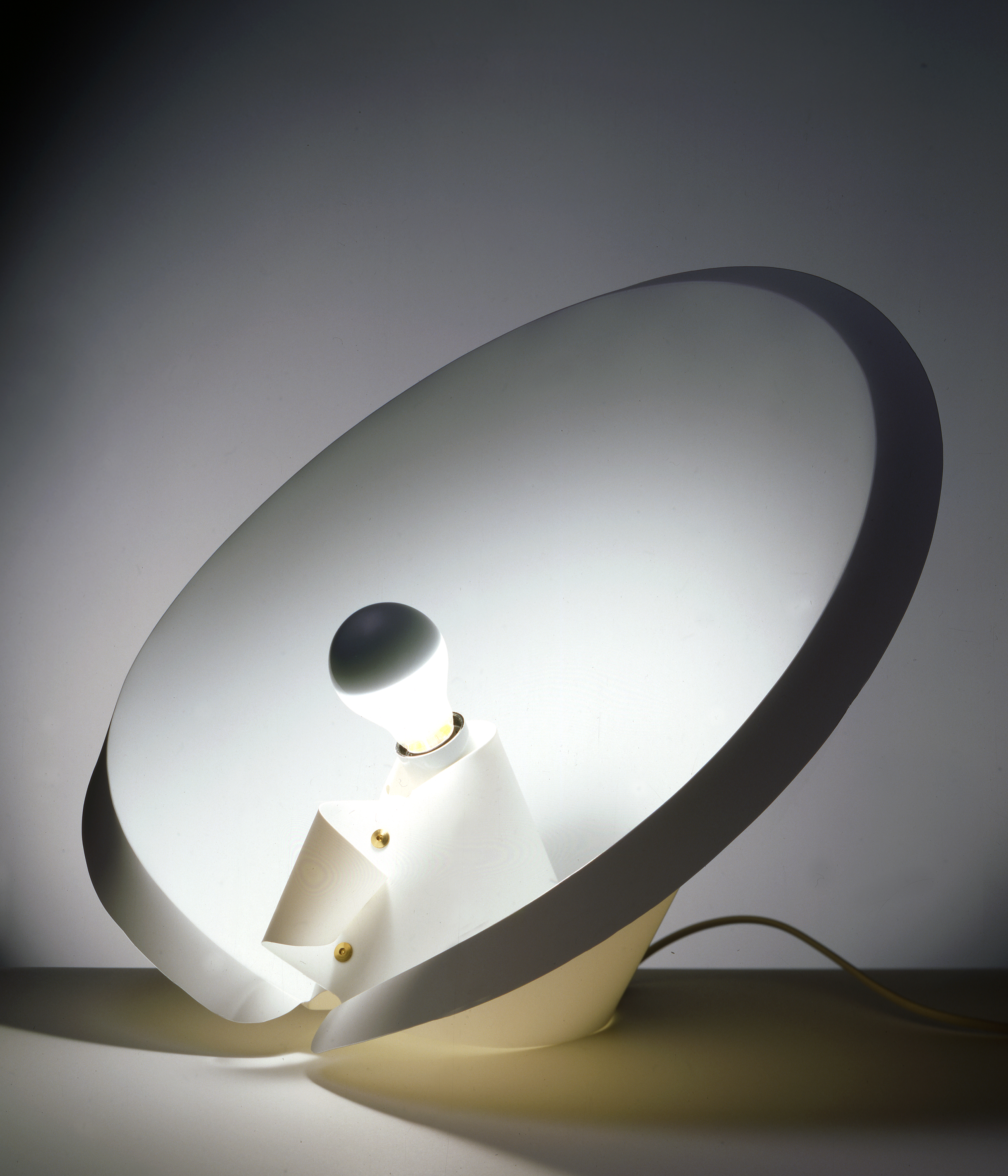
A. Barrese, Lampada Badessa, 1997 (menzione speciale Compasso d'Oro ADI, 1998)

- Progetti di narrativa visuale

## Principali mostre
- 1965, MID, Gruppo di ricerca, Galleria Il Centro, Napoli
- 1965, Immagini stroboscopiche, Galleria Danese, Milano
- 1965, Nova Tendencija 3, Galerija Suvremene Umjetnosti i Muzej za umjetnost i obrt, Zagabria
- 1966, Ambiente stroboscopico programmato e sonorizzato, Sala Espressioni, Ideal Standard, Milano
- 1966, Kunst licht kunst, Stedelijk van Abbemuseum, Eindhoven
- 1967, Gruppo MID, Centro di filmologia e cinema sperimentale, Napoli
- 1967, Lo spazio dell'immagine, Palazzo Trinci, Foligno
- 1967, Immagini sintetiche, CIFE-Ferrania, Milano
- 1968, Immagini sintetiche, comunicazioni visive, Showroom Gavina di Milano, Bologna, Firenze, Torino, Foligno
- 1968, Arte cinetica e programmata, Galleria del Naviglio, Milano
- 1969, Immagini sintetiche, CIFE-Ferrania, Milano
- 1969, Nove Tendencije 4, Galerija Suvremene Umjetnosti i Galerije Grada Zagreba, Zagabria
- 1979, XLII Biennale Internazionale d'Arte Padiglione italiano, Biennale, Venezia
- 1996, Arte cinetica, Galleria Nazionale d'Arte Moderna, Roma
- 2001-2002, Luce, movimento & programmazione, Kinetische Kunst aus Italien 1958–1968, Städtische Museum, Gelsenkirchen
- 2001-2002, Arte programmata e cinetica in Italia 1958–1968, Galleria Niccoli, Parma
- 2003, Einbildung, Kunsthaus, Graz
- 2004, Die Algorithmische Revolution, ZKM, Medienmuseum, Karlsruhe
- 2005, Un secolo di arte Italiana, MART Museo Arte Moderna, Rovereto
- 2006, Die Neuen tendenzen. Eine europäische Künstlerbewegung,  Museum für Konkrete Kunst, Ingolstadt
- 2006-2007, Faster! Bigger! Better!, Medienmuseum, Karlsruhe
- 2007, Op Art, Schirn Kunsthalle, Francoforte sul Meno
- 2007, Gruppo MID. Triennale, Milano, 2007
- 2008, YoUniverse, BIACS 3, Bienal de Arte Contemporaneo de Sevilla, Sevilla
- 2008, Antonio Barrese, Museum für Konkrete Kunst, Ingolstadt
- 2009, You_ser 2.0 – Celebration of the consumer, ZKM, Medienmuseum, Karlsruhe
- 2009, Albero di luce, installazione nell'ambito delle Celebrazioni per il Centenario della nascita del Futurismo, Milano
- 2012, Arte programmata e cinetica, GNAM, Galleria Nazionale di Arte Moderna e Contemporanea, Roma[33].
- 2013, Lumineux Dinamique. Espace et visions dans l'art de nos jours à 1913, Gran Palais, Galeries Nationales, Parigi
- 2014, ZeusPlaying, GNAM, Galleria Nazionale di Arte Moderna e Contemporanea, Roma
- 2015 Eye attack – Op art and Kinetic Art, 1950/1970, Louisiana Museum, Copenaghen
- 2016, Gruppo MID – Antonio Barrese e Alberto Marangoni, Galerie Denise René, Parigi
- 2016, Lumière et mouvement, Galerie Denise René, Parigi
- 2017, Gruppo MID – Multiverso óptico, Galeria Odalys, Madrid
- 2017, Gruppo MID – Antonio Barrese e Alberto Marangoni, Galerie Denise René, Parigi
- 2017, Ambiente asincronico. I Film sperimentali del Gruppo MID, GAM, Torino, 2017
- 2019, Guardami Toccami Ascoltami, Arena studio d'arte, Verona
- 2022, Morphology, Fondazione Sozzani, Milano

## Premi e riconoscimenti
- 1968, Vincitore del concorso internazionale per il progetto del padiglione italiano, XIV Triennale Milano, (Gruppo MID e Jacopo Reconditi, Michele Platania, Giovanna Delfino)
- 1979, Premio Compasso d'oro per il progetto di immagine coordinata Novia, Telerie Bassetti, Milano e per il progetto del Pullman Spazio, Carrozzeria Orlandi Iveco, Modena (con Isao Hosoe e Pietro Salmoiraghi)[11]
- 1989, Premio Compasso d'oro per il progetto di immagine coordinata della Università Luigi Bocconi, Milano[12]
- 2005, Premio Sappi International printer of the Year, europeo e mondiale per TrashZappingPixel, Shanghai.[34]

## Pubblicazioni
- A. Barrese, Frammenti del volume trovati dal signor A. Roessler nella biblioteca di Babele, libro-oggetto, edito in proprio, 1969
- A. Barrese, Preambolo, in: Dal cucchiaio alla città, catalogo della mostra, Milano, Electa, 1983.
- A. Barrese, Il disegno della comunicazione, atti del convegno I modi dell'abitare, Assarredo, FederlegnoArredo, Milano, 1986.
- A. Barrese, L'immagine aziendale, Rimini, Cirsa edizioni, 1986.
- A. Barrese, La convocazione, Romanzo visuale in nove capitoli, Milano, Lupetti Editore, 1998
- A. Barrese, TrashZappingPixel, novella visuale, (con testo di Silvana Annicchiarico) Segrate, Viappiani editore, 2004.
- A. Barrese, Laura Buddensieg, Vivere il progetto. Dalla ricerca al design strategico e di comunicazione, Milano, Lybra edizioni, 2005.
- A. Barrese, Alberto Marangoni, MID Alle origini della multimedialità. Dall'arte programmata all'arte interattiva, Cinisello Balsano, Silvana Editoriale, 2008.
- A. Barrese, Autenticità e datazione delle opere. Parla il Gruppo MID, Roma, Artribune, 2015.
- A. Barrese, Stefania Gaudiosi, Gruppo MID 1965/2015, catalogo della mostra, Brescia, Edizioni Kanalidarte, 2016.
- A. Barrese, R.A. Caruso, S. Gaudiosi, Guardami Toccami Ascoltami, catalogo della mostra, Verona Arena Studio d'Arte[27], 2019